# Plecha wtórna

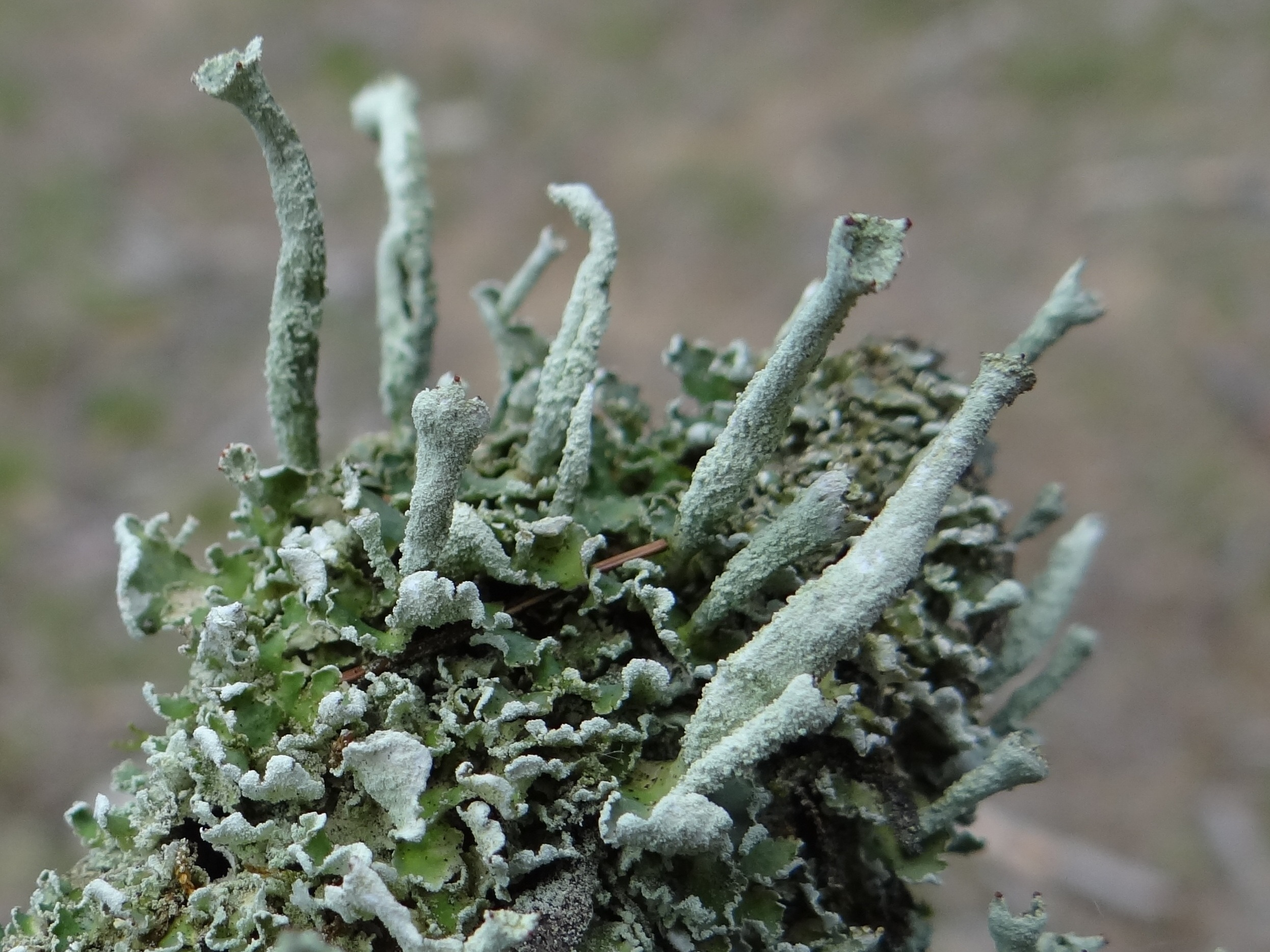
Plecha pierwotna (zielonoszare listeczki) i plecha wtórna (słupkowate podecja) u chrobotka palczastego

Plecha wtórna – występujący u niektórych porostów rodzaj plechy, rozwijający się z plechy pierwotnej. Występuje np. u licznych gatunków z rodzaju Cladonia (chrobotek). Plecha wtórna ma u nich postać słupkowatych, pojedynczych lub rozgałęzionych podecjów. Plecha pierwotna pełni głównie funkcje odżywcze, plecha wtórna natomiast rozrodcze.